# 屠可標
屠可標（？—？）。浙江鄞縣人，清朝政治人物。
屠可標為舉人出身。道光二十一年（1841年）二月，出任湖南永順府龍山縣知縣。